# Jacob Rosted

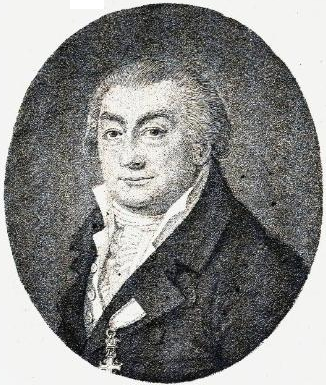
Jacob Rosted

Jacob Rosted (Høland, Akershus, 1750 - 1833) was een Noors schooldirecteur, redacteur en bibliothecaris.
Van 1803 tot 1832 diende hij als rector aan het kathedraalschool van Christiania (de toenmalige naam voor Oslo). Hij was redacteur bij de tijdschriften Topographisk Journal for Kongeriget Norge en Hermoder. Hij werd gedecoreerd tot Ridder in de Deense Orde van de Dannebrog, de Zweedse Orde van Vasa en de Noorse Orde van de Poolster.